# Gresham
Gresham je město v okresu Multnomah County ve státě Oregon ve Spojených státech amerických. Sousedí s Portlandem, největším městem v Oregonu. Pojmenováno bylo po Walteru Quintin Greshamovi, generálovi v Americké občanské válce. Gresham je čtvrtým největším městem v Oregonu a druhým největším městem v okresu Multnomah. Gresham je zároveň 273. největší město v USA.
K roku 2020 zde žilo 114 247 obyvatel. S celkovou rozlohou 61 km² byla hustota zalidnění 1 876 obyvatel na km². Město je členěno do 16 sousedství a má středozemní podnebí.